# Florence Golf Club Ugolino
Florence Golf Club Ugolino is een Italiaanse golfclub ten zuiden van Florence.
Ugolino is opgericht in 1889 door Britse bewoners van de regio. Het is de oudste golfclub van Italië. De eerste baan ligt in Cascine. In 1905 wordt hier het eerste NK Strokeplay gespeeld.
Na de Eerste Wereldoorlog verhuist de club naar Osmannoro. Rond 1933 verhuist de club naar de huidige locatie, waar door de Britse architecten Blandford en Gannon een 18-holes par-69 baan is aangelegd. Dertig jaar later wordt de baan uitgebreid en wordt de par 72.

## De baan
Het landschap is heuvelachtig en bebost.

## Italiaans Open
In 1973 wordt het eerste Italiaans Open op de Europese Tour gespeeld. In 1983 komt het evenement naar Ugolino. Het is een spannende wedstrijd, die door Bernhard Langer wordt gewonnen na een play-off tegen Severiano Ballesteros en Ken Brown. Enkele jaren later wordt het Open nog een paar keer op Ugolino gespeeld.
| Jaar | Winnaar          | Land       |
| ---- | ---------------- | ---------- |
| 1983 | Bernhard Langer  | Duitsland  |
| 1990 | Eduardo Romero   | Argentinië |
| 1991 | Anders Forsbrand | Zweden     |
| 1992 | Anders Forsbrand | Zweden     |